# Caproni Ca.73
Die Caproni Ca.73 war ein italienisches Verkehrsflugzeug und leichter Bomber.

## Konstruktion
Die Caproni Ca.73 war ein Anderthalbdecker und wurde 1924 von dem Ingenieur Rodolfo Verduzio konstruiert. Es war das erste in Italien vollständig in Metallbauweise erbaute Flugzeug.
Vorgesehen war der Einsatz als ziviles Verkehrsflugzeug für bis zu zehn Passagiere und zwei Besatzungsmitglieder. Die Maschine hatte ein Höhenleitwerk in Doppeldeckerform und einer Spannweite von 6,25 m. Als Motoren kamen zwei unverkleidete Isotta-Fraschini-Asso-Motoren zum Einsatz. Die Motoren hatten eine Leistung von 500 PS (373 kW) und waren als Tandem an Streben zwischen den Tragflächen montiert. Die obere Tragfläche war kürzer (18 m Spannweite) und hatte keine Querruder.
Die Maschine wurde in der militärischen Version als Ersatz für die noch aus dem Ersten Weltkrieg stammenden Caproni Ca.36M entworfen.

## Militärische Einsätze
Die ersten Einsätze wurden ab 1926 in Nordafrika in den Kämpfen gegen Aufständische geflogen. Die Ca.73 wurde bis 1934 in den Staffeln der italienischen Nachtbomber eingesetzt.

## Versionen

### Ca.73bis
Eine Version war die Ca.73bis mit zwei Lorraine-Dietrich-Motoren mit 400 PS (298 kW). Diese war ein Bomber und grundsätzlich ähnlich. Die Bomberversion wurde auch mit den Asso-Motoren hergestellt und dann als Ca.73ter oder als Ca.82 bezeichnet. Hauptunterschied waren Schützenpositionen hinter den Tragflächen oben im Rumpf und im Bug. Die Bombenlast betrug maximal 900 kg. Die Treibstofftanks wurden erheblich vergrößert, was die maximale Flugdauer auf bis zu 6 Stunden erhöhte. Die Höchstgeschwindigkeit dieser Version betrug 195 km/h und die maximale Startmasse 5.700 kg.

### Ca.74
Spätere Bezeichnung für die Ca.80

### Ca.80
Version mit zwei Bristol-Jupiter-Sternmotoren mit je 400 PS

### Ca.80S
Version der Ca.80 als Krankentransportflugzeug

### Ca.88
Unterversion der Ca.80 mit verändertem Rumpf

### Ca.89
Unterversion der Ca.80 mit einziehbarer Bauchkuppel

## Militärische Nutzung
Königreich Italien
- Regia Aeronautica

## Technische Daten
| Kenngröße             | Daten (Ca.73)                           |
| --------------------- | --------------------------------------- |
| Besatzung             | 2                                       |
| Passagiere            | 10                                      |
| Länge                 | 15,10 m                                 |
| Spannweite            | 25 m                                    |
| Höhe                  | 5,60 m                                  |
| Flügelfläche          | 143 m²                                  |
| Leermasse             | 3400 kg                                 |
| max. Startmasse       | 5390 kg                                 |
| Reisegeschwindigkeit  | 180 km/h                                |
| Höchstgeschwindigkeit | 195 km/h                                |
| Dienstgipfelhöhe      | 4600 m                                  |
| Reichweite            | 3 Stunden                               |
| Triebwerke            | 2 × Isotta Fraschini Asso mit je 373 kW |